# Hanna Segal
Hanna Segal, z domu Poznańska (ur. 20 sierpnia 1918 w Łodzi, zm. 5 lipca 2011 w Londynie) – polska psychoanalityczka.

## Życiorys
Urodziła się w Łodzi w żydowskiej rodzinie mieszczańskiej. Lata młodzieńcze spędziła w Warszawie. W latach 30. mieszkała wraz z rodziną w Genewie. Bardzo szybko wróciła i rozpoczęła studia na Wydziale Lekarskim Uniwersytetu Warszawskiego. Angażowała się w działalność Młodzieżowej Organizacji Polskiej Partii Socjalistycznej. Zaczęła przejawiać zainteresowania psychoanalizą. Wybuch II wojny światowej zastał ją na wakacjach we Francji. Po inwazji III Rzeszy na Francję uciekła do Wielkiej Brytanii. Tam kontynuowała studia na polskim oddziale medycznym przy Uniwersytecie Edynburskim.
Rozpoczęła własną analizę w Londynie u Davida Matthewsa związanego z Melanią Klein. Następnie kontynuowała analizę u samej Klein. W 1945 rozpoczęła własną praktykę. W 1949 została członkiem British Psycho-Analitycal Society.